# 代恩巴赫 (南魏恩施特拉瑟县)
代恩巴赫（德語：Dernbach，發音：[ˈdɛʁnbax]）是德国莱茵兰-普法尔茨州南魏恩施特拉瑟县的市镇，面积3.86平方千米，人口为人。